# Coleophora mandschuriae
Coleophora mandschuriae é uma espécie de mariposa do gênero Coleophora pertencente à família Coleophoridae.